# Annibale Padovano
Annibale Padovano, także Padoano, Hannibal Patavinus (ur. 1527 w Padwie, zm. 15 marca 1575 w Grazu) – włoski kompozytor.

## Życiorys
W latach 1552–1565 pełnił funkcję organisty w bazylice św. Marka w Wenecji. Następnie działał w Grazu na dworze arcyksięcia Karola, najpierw jako organista, a od 1570 roku jako pierwszy kapelmistrz. Jego muzyka wraz z utworami Orlando di Lasso stanowiła oprawę zaślubin księcia bawarskiego Wilhelma V z Renatą Lotaryńską (1568), uświetniła też ślub arcyksięcia Karola z Marią Bawarską (1571).

## Twórczość
Był autorem zbiorów ricercarów i toccat (1556, 1604), madrygałów (1561, 1564) i utworów religijnych (1567, 1573), a także pozostałej w rękopisie 24-głosowej mszy. Madrygały pisane były głównie do tekstów Petrarki. Jego ricercary, zaliczające się do najstarszego korpusu muzyki na zespoły instrumentalne, są rozbudowanymi wieloodcinkowymi strukturami bliskimi przeimitowania, opartymi często na melodiach chorałowych lub utworach świeckich. Melodie chorałowe wykorzystywał też jako długonutowy cantus firmus.